# De Geverniste Vernepelingskes
De Geverniste Vernepelingskes is een Vlaamse satirische stripreeks, geschreven door Urbanus en getekend door Jan Bosschaert.
De reeks loopt al sinds 1998 en is berucht omdat ze de spot drijft met talloze Bekende Vlamingen, gewoonlijk door hen naakt of in seksuele posities af te beelden. De serie is dus geen echte vedettestrip, gezien de bekende figuren allesbehalve vleiend in beeld worden gebracht. De hoofdfiguren in de stripreeks zijn Urbanus en Bosschaert zelf.
"De Geverniste Vernepelingskes" is voornamelijk een gagstrip met afgeronde verhalen die slechts twee pagina's bestrijken (met uitzondering van het allereerste verhaal in het eerste album). Elke plot steekt van wal wanneer Urbanus en Bosschaert worden ingeschakeld om één of andere mediafiguur te helpen. Hun pogingen mislukken gewoonlijk totaal of draaien anders uit dan voorzien. Urbanus en Bosschaert maken zichzelf even belachelijk als hun doelwitten.
In 2012 stopte Bosschaert tijdelijk als tekenaar om zich op andere projecten te storten. Dirk Stallaert nam even over, maar het kostte de tekenaar te veel moeite om de reeks in beeld te brengen. In 2013 volgde Steven Dupré hem op. Zijn tekenwerk werd echter als niet karikaturaal genoeg beschouwd door Ché, waarin de reeks verschijnt. Dupré maakte twee afleveringen, maar slechts één werd gepubliceerd in het blad. Daarna nam Urbanus het tekenwerk over.
Er zijn inmiddels 7 albums verschenen.

## Lijst van Bekende Vlamingen en andere mediafiguren die in de reeks opdoken
Album 1 (1998)
- De man van Melle (typetje van Bart De Pauw)
- Het Vlaams Blok
- Sabine De Vos
- Prins Laurent
- Albert II van België
- Birgit Van Mol
- David Duchovny en Gillian Anderson als Mulder & Scully uit The X-Files
- Kathy Pauwels
- Jan van Rompaey
- Goedele Liekens
- Walter Grootaers
- Jan Theys
- Vanja Van Hecke
- Raymond van het Groenewoud
- Dré Steemans
- Jan Hoet
- Marilyn Monroe
- Jacqueline Kennedy Onassis
- Elvis Presley
- Laurel & Hardy
- Kurt Cobain
- Eddy Wally
- Roland Lommé
- Koen Crucke
- Dana Winner
- Anne De Baetzelier
- Eliane Liekendael
- Herman Brusselmans
- Paul Jambers
- Jef Geeraerts
- Hugo Claus
- Brigitte Raskin
- Tom Lanoye
- Kristien Hemmerechts
- Margriet Hermans
- Michel Vandenbosch
- Els de Schepper
- Martine Tanghe
- Robert Mosuse
- De Nieuwe Snaar
- Andrea Croonenberghs
- Tine Van den Brande
- Ann Ceurvels
- Ludo Busschots
- Ingeborg en Arthur uit "Schuif Af"
- Godfried Danneels
- Bob Dylan
- Jacques Vermeire
- Luc Appermont
- Jean-Luc Dehaene
- Louis Tobback
- Alexandra Potvin
- Walter Van Beirendonck
- Dirk Sterckx
- Samson en Gert (Danny Verbiest en Gert Verhulst)
- Frank Deboosere
- Helmut Lotti
- Alexandra Colen
- Guy Mortier
- Joyce De Troch
- Koen Wauters
- Stefaan De Clerck
- Johan Vande Lanotte
- Sabine Appelmans
- Anke Vandermeersch
- Fili Houteman
- Luc Van den Brande
- Bert Anciaux
- Gerty Christoffels

Album 2 (2002)
- Prins (koning) Filip
- Prinses Mathilde
- Rob Vanoudenhoven
- Ben Crabbé
- Sabine Hagedoren
- Frank Deboosere
- Phaedra Hoste
- Sandy Blanckaert
- Will Tura
- Ann Petersen
- Yasmine
- Marianne Dupon
- Phara de Aguirre
- Willem Vermandere
- Laïs
- Leah Thys
- Jan Verheyen
- Brigitta Callens
- Tanja Dexters
- Nicole & Hugo
- Micha Marah
- Chantal Pattyn
- Freya Vandenbossche
- K3 (oude bezetting)
- Flikken
- Geena Lisa en Coco Jr.
- Herman Brusselmans
- Bono
- Jean Blaute
- Pascale Bal
- Ann Ceurvels
- Sergio Quisquater
- Kim Clijsters
- Bob Peeters
- Bruno Wyndaele
- Evy Gruyaert
- De Laatste Show Band
- Stef Wauters
- Martine Tanghe
- Sigrid Spruyt
- Martine Prenen
- Deborah Ostrega
- Geert De Vriese
- Leen Demaré
- Katja Retsin
- Kim Gevaert
- Shakira

Album 3 (2004)
- Ilse Van Hoecke
- Bart Peeters
- Bo Coolsaet
- Véronique De Kock
- Goedele Liekens
- Friedl Lesage
- Marc Sleen
- De koninklijke familie
- Belle Pérez
- Alain Grootaers
- David Steegen
- Spring
- Sylvain Van Genechten (typetje van Chris Van den Durpel)
- Tine Van den Brande
- Betty Owczarek
- Jury van Idool 2003
- Koen & Kris Wauters
- Luk Wyns
- Mitta Van der Maat
- Piet Huysentruyt
- Ilse De Meulemeester
- Sophie Dewaele
- Sven Speybrouck
- Koen Fillet
- Axl Peleman
- Team Spirit
- Roos Van Acker
- Ann Van Elsen
- Gerolf Annemans
- Sabine Hagedoren
- Bart Somers
- Frieda Van Wijck
- Herman Brusselmans
- Kristien Hemmerechts
- Bavo Claes
- Mark Uytterhoeven
- Zsofi Horvath
- Gène Bervoets
- Koen De Bouw
- Marc Dutroux
- Francesca Vanthielen
- Evi Hanssen
- Frank Raes
- Mia De Vits
- Inge Vervotte
- Xandee
- Elsie Moraïs
- Greet De Keyser

Album 4 (2006)
- Marie-Rose Morel
- Erik Van Looy
- Jef Geeraerts
- Tiany Kiriloff
- Angelina Jolie
- Goedele Liekens
- Sven Ornelis
- De Pfaffs
- Luc Appermont
- Zoë Van Gastel
- Eva Pauwels
- Rik Torfs
- Tess Goossens
- Chris Dusauchoit
- Hilde De Baerdemaeker
- Condoleezza Rice
- Jacques Vermeire
- Rani De Coninck
- Rob Van Oudenhoven
- Tatiana Silva
- Cecile Muller
- Daniël Dedave
- Roxanne
- Sylvie De Caluwe
- Elke Vanelderen
- Patrick Dewael
- Greet Op de Beeck
- Marc Reynebeau
- Murielle Scherre
- Dina Tersago
- Saartje Vandendriessche
- Annelies Van Herck
- Bert Anciaux
- De bende van Wim
- Sandrine
- Leki
- Hadise
- Ben Crabbé
- Luc Caals
- Jean Blaute
- Frank Vander linden
- Johan Stollz
- Yannick Peeters
- Carl Huybrechts

Album 5 (2008)
- Lien Van de Kelder
- Stijn Meuris
- Joëlle Milquet
- Tante Terry
- Eric Melaerts
- Jean Blaute
- Ben Crabbé
- Birgit Van Mol
- Yasmine
- Rik Torfs
- Roxanne
- Sien & Maria
- Amy Winehouse
- Roland
- Jan De Wilde
- K3
- La Esterella
- Mieke Vogels
- Vera Dua
- Freya Piryns
- Geert Lambert
- Laurette Onkelinx
- Caroline Gennez
- Saskia De Coster
- Evy Gruyaert
- Nicky Vankets
- Hillary Clinton
- Angela Merkel
- Alex Agnew
- Philippe Geubels
- Wim Helsen
- Wouter Deprez
- Bert Kruismans
- Freddy De Vadder
- Geert Hoste
- Paris Hilton
- Jo Leemans
- Fixkes
- Goedele Wachters
- Veerle Baetens als Sara
- Karlijn Sileghem
- Mieke Mievis
- Pieter De Crem
- Carla Bruni
- Siska Schoeters
- Bruno Vanden Broecke
- Wim Opbrouck

Album 6 (2010)
- Wendy Van Wanten
- Linda De Win
- Lisbeth Imbo
- Herman De Croo
- Mark Eyskens
- Koningin Fabiola
- Hubert Damen als commissaris Werenfried Witse
- Inge Paulussen als Sam Deconinck
- Ianka Fleerackers
- Manou Kersting
- Bieke Ilegems
- Roel Vanderstukken
- Eline De Munck
- Don Quichot
- Sancho Panza
- Bert Anciaux
- Walter Van Steenbrugge
- Sven Mary
- Piet Van Eeckhaut
- Barack Obama
- Marie Arena
- Tante Kaat
- Linda Mertens
- Gunther von Hagens
- Regi Penxten
- Lady Linn
- Marcel Vanthilt
- Erika Van Tielen
- Joke Schauvliege
- Kristien Hemmerechts
- Peter Goossens
- Nigella Lawson
- Sonja Kimpen
- Erik Van Looy
- Philippe Geubels
- Sien Eggers
- Judith Vanistendael
- Ilah
- Willy Linthout
- Hec Leemans
- Merho
- Dirk Stallaert
- Ingrid Lieten
- Sven Ornelis
- Kürt Rogiers
- Roos Van Acker
- Sofie Van Moll
- Detective Van Zwam
- An Lemmens
- Jill Peeters
- Sabine Hagedoren

Album 7 (2012)
- Phaedra Hoste
- Clara Cleymans
- Kim Geybels
- Peter Van Asbroeck
- Hans Otten
- Marie Vinck
- Fernando Álvarez de Toledo, beter bekend als Alva
- Lesley-Ann Poppe
- Herwig Ilegems als Duts
- Nathalie Meskens
- Alex Agnew
- Tanja Dexters
- Griet Vanhees
- Selah Sue
- Hilde Crevits
- Sofie Lemaire
- Barbara Sarafian
- Niko Van Driesche
- Yves Leterme
- Annemie Turtelboom
- Tom Lanoye
- Jan Fabre
- Peter Paul Rubens
- Astrid Bryan
- Amy Winehouse
- Osama bin Laden
- Frank Deboosere
- Sabine Hagedoren
- Maggie De Block
- Maaike Neuville
- Élodie Ouédraogo
- Nathalie Meskens als Danni Lowinski
- Linde Merckpoel
- Sandra De Preter